# Oglio
Oglio – rzeka we Włoszech, lewy dopływ Padu. Długość – 280 km. Źródła w grupie górskiej Ortles w Alpach.